# Иоасаф (Романов)
Епи́скоп Иоаса́ф (в миру Никола́й Ива́нович Рома́нов; 3 [15] ноября 1857, село Марково, Рыльский уезд, Курская губерния — 16 февраля [1 марта] 1911) — епископ Русской православной церкви, епископ Новгород-Северский, викарий Черниговской епархии.

## Биография
Родился 3 декабря 1857 года в селе Марково Рыльского уезда Курской губернии (ныне Глушковский район Курской области) в семье священника.
В 1867-1873 годы учился в Рыльском духовном училище. В 1873—1879 годы обучался в Курской духовной семинарии, которая в то время находилась в Белгороде. В 1883 году окончил Киевскую духовную академию со степенью кандидата богословия.
По окончании академического курса определен преподавателем латинского языка в Подольскую духовную семинарию с 22 сентября 1883 года по 5 июля 1891 года. С 24 января 1894 года состоял учителем образцовой школы при Курской духовной семинарии. С 20 сентября 1896 года был помощником инспектора той же семинарии.
11 февраля 1901 года принял священный сан. 2 сентября перемещён на должность помощника смотрителя в Белгородское духовное училище.
26 февраля 1905 года принял монашество. 22 апреля назначен настоятелем Рыльского Николаевского 3-го класса мужского необщежительного монастыря с возведением в сан архимандрита.
26 марта 1906 года хиротонисан во епископа Рыльского, викария Курской епархии.
С 22 сентября 1910 года — епископ Новгород-Северский, викария Черниговской епархии.
На данной кафедре Иоасаф пробыл не более месяца, отслужив всего четыре архиерейские обедни, заболел и скончался от рака печени 16 февраля 1911 года.
По завещанию погребён в Елецком монастыре в ограде Успенского собора, около алтаря.